# Agus Martowardojo
Agus Dermawan Wintarto Martowardojo (ur. 24 stycznia 1956 w Amsterdamie) – indonezyjski ekonomista i polityk.
Studiował ekonomię na Uniwersytecie Indonezyjskim. Pełnił funkcję dyrektora generalnego kilku indonezyjskich banków: Bank Bumiputera (1995–1998), Bank Exim (1998) i Bank Permata (2002–2005). Od 2005 do 19 maja 2010 był dyrektorem generalnym Bank Mandiri, największego banku w kraju.
W 2008 był prezydenckim kandydatem na urząd gubernatora Banku Indonezji, nie został jednak zaakceptowany przez Ludową Izbę Reprezentantów.
19 maja 2010 został powołany na stanowisko ministra finansów w drugim rządzie Susilo Bambang Yudhoyono. Zaprzysiężony dzień później.

## Życie prywatne
Jest żonaty, ma dwoje dzieci.